# Еталон змішаного ялицево-смерекового з домішкою бука насадження
Еталон змішаного ялицево-смерекового з домішкою бука насадження — ботанічна пам'ятка природи місцевого значення. Об'єкт розташований на території Надвінянського району Івано-Франківської області, Річанське лісництво, квартал 2, виділ 20.
Площа — 2,2000 га, статус отриманий у 1993 році.